# Braj Basi Lal
Braj Basi Lal (häufig B. B. Lal; Hindi ब्रज बासी लाल Braj Bāsī Lāl; * 2. Mai 1921 in Jhansi; † 10. September 2022) war ein führender indischer Archäologe; er war von 1968 bis 1972 Generaldirektor des Archaeological Survey of India.

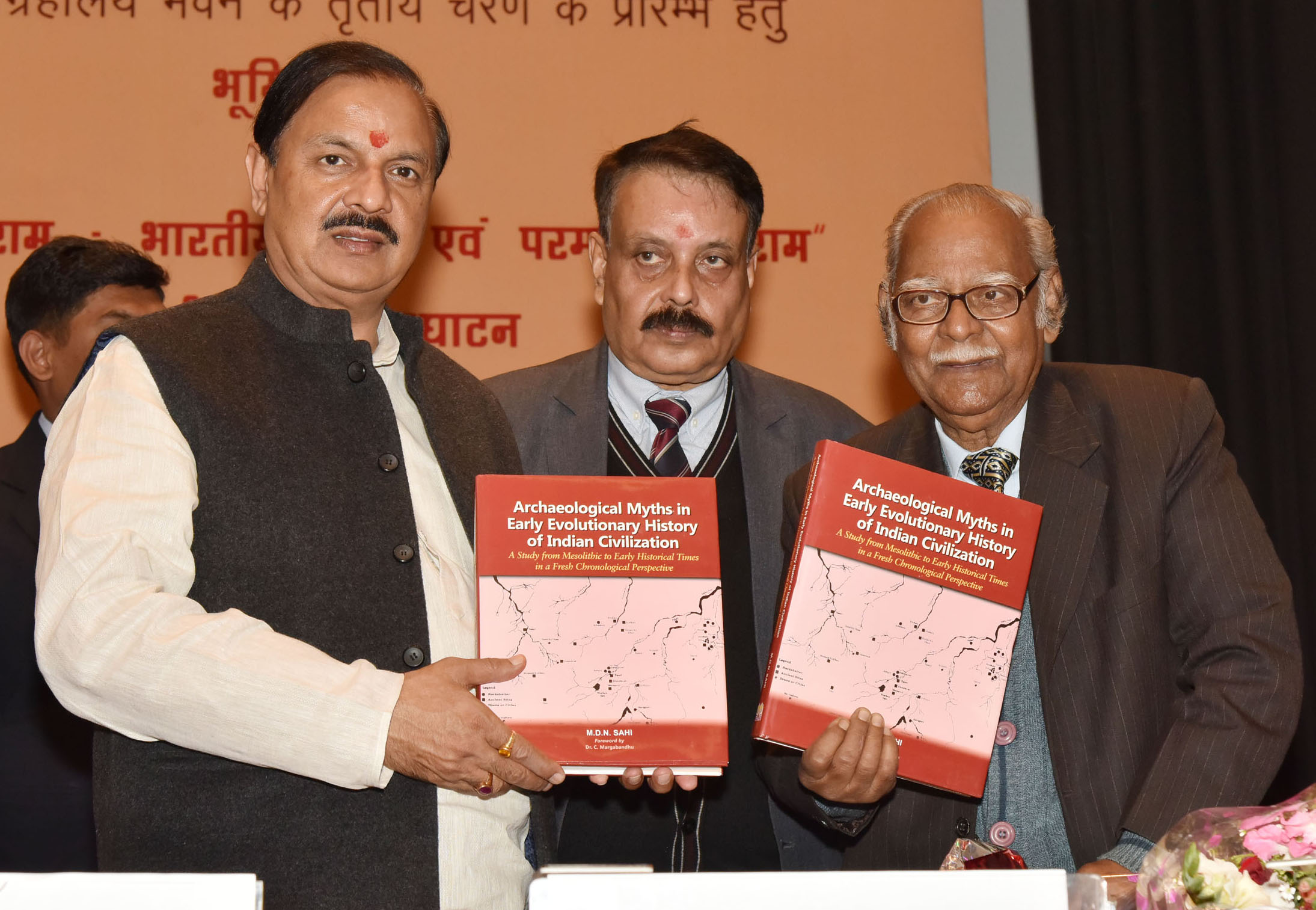
Mahesh Sharma, indischer Kultur-Staatsminister (links) mit B. B. Lal (rechts)

## Leben
B. B. Lal studierte Sanskrit mit einem First-Class-Abschluss an der University of Allahabad. Nach dem Studium entwickelte er Interesse an der Archäologie und wurde 1943 Praktikant unter dem britischen Archäologen Mortimer Wheeler, mit dem er in Taxila, Harappa und Sisupalgarh arbeitete.
In den Jahren zwischen 1950 und 1952 führte er archäologische Untersuchungen der Mahabharata-Stätten durch, darunter Hastinapur, der Hauptstadt der Kurus. Er entdeckte viele Painted-Grey-Ware-Standorte.
Lal war von 1968 bis 1972 Generaldirektor des Archaeological Survey of India, danach war er Direktor des Indian Institute of Advanced Studies in Shimla.
In den Jahren 1975/76 arbeitete Lal am Projekt Archäologie der Ramayana-Standorte, währenddessen Ausgrabungen an fünf Orten, die im Ramayana genannt werden, durchgeführt wurden – in Ayodhya, Bharadwaj Ashram, Nandigram, Chitrakoot und Shringaverapur. Dabei wurde auch die Entdeckung von Tempel-Säulen unmittelbar südlich der Babri-Moschee in Ayodhya gemacht.
Im Jahr 2000 wurde Lal mit dem Orden Padma Bhushan ausgezeichnet. 2021 erhielt er den zweithöchsten indischen Zivilorden Padma Vibhushan.

## Veröffentlichungen (Auswahl)
- The Earliest civilization of South Asia: rise, maturity, and decline. Aryan Books International, New Delhi 1997, ISBN 978-81-7305-107-4.
- India 1947–1997. New Light on the Indus Civilization. Aryan Books International, New Delhi 1998,  ISBN 978-81-7305-129-6.
- The Sarasvatī flows on: the continuity of Indian culture. Aryan Books International, New Delhi 2002, ISBN 978-81-7305-202-6.
- Excavations at Kalibangan: The Early Harappans, 1960–1969. Director General, Archaeological Survey of India, New Delhi 2003.
- The Homeland of the Aryans. Evidence of Rigvedic Flora and Fauna & Archaeology. Aryan Books International, New Delhi 2005, ISBN 81-7305-283-2.
- mit R. Sengupta: A Report on the Preservation of Buddhist Monuments at Bamiyan in Afghanistan. Islamic Wonders Bureau 2008, ISBN 978-81-87763-66-6.
- Rāma, His Historicity, Mandir, and Setu: Evidence of Literature, Archaeology, and Other Sciences. Aryan Books, New Delhi 2008, ISBN 978-81-7305-345-0.
- How Deep Are the Roots of Indian Civilization? Archaeology Answers. Aryan Books, New Delhi 2009, ISBN 81-7305-376-6.
- Excavations at Bharadwaja Ashram: with a note on the exploration at Chitrakuta. Archaeological Survey of India, New Delhi 2011.
- Piecing Together. Memoirs of an Archaeologist. Aryan Books International, New Delhi 2011, ISBN 978-81-7305-417-4.